# Сидоров, Владимир Викторович
Владимир Викторович Сидоров (род. 1997) — российский пловец в ластах.

## Карьера
Тренируется у своей матери — заслуженного тренера России Ирины Павловны Симаковой (спортшкола «Надежда», г. Орск, Оренбургская область). Приказом министра спорта России от 24.12.2013 г. № 182-нг присвоено звание мастера спорта. А приказом министра спорта России от 10.04.2015 г. № 51-нг ему было присвоено звание мастера спорта по плаванию.
Серебряный призёр чемпионата России 2016 года.
На чемпионате мира 2016 года в греческом Волосе стал бронзовым призёром на дистанции 200 метров в классических ластах, выполнив норматив мастера спорта международного класса. 13 февраля 2017 года приказом министра спорта № 16-нг звание было присвоено.
С чемпионата мира 2018 года привёз золото (за участие в предварительном заплыве в смешанной эстафете), а также индивидуальное серебро за выступление на дистанции 400 метров.